# Kagunga (Mwanza)
Kagunga è una circoscrizione rurale (rural ward) della Tanzania situata nel distretto di Sengerema, regione di Mwanza. Conta una popolazione di 19 817 abitanti (censimento 2012).